# 美國電影協會
電影協會（英語：Motion Picture Association）中文通稱美國電影協會，是由美國六大電影公司所成立的商業交易協會。最早成立於1922年，原名“美國電影製片人與發行人協會”（英語：Motion Picture Producers and Distributors of America），2019年前英文名字为Motion Picture Association of America。其最初的目的主要是為其成員之間提供交流平臺，后成為一個依靠電影製作守則規範電影製作，并形成了今日的美國電影分級制度。
近年來，美國電影協會一直致力於代表美國電影和電視產業遊說美國及各國政府保護版權和消除貿易壁壘。美國電影協會長期以來打擊盜版，尤其是近年來通過點對點網絡分享版權作品的行為。民主黨籍的前美国国务院助理国务卿查尔斯·里夫金目前擔任美國電影協會的董事會主席兼首席執行官。

## 機構歷史

### 建立初期：1922–1929
美國電影協會成立於1922年，最初命名為美國電影制片人和發行人協會（簡稱MPPDA），是電影公司的行業協會。曾任郵政總局局長的威爾海斯是該協會的首任主席。在成立的時候，它代表約70到80%的美國電影。
MPPDA最初幾年專注在公關活動，以吸引華爾街的投資，同時確保美國電影保有“乾淨的道德色彩”。
MPPDA還制訂行為守則，以管理演員在屏幕外的行為。為了確保美國電影在海外的利益，協會鼓勵片廠避免對外國人的種族主義。
初期，威爾海斯反對官方審查制度，而協會也努力提高民眾對此制度的反對意識。然而在協會創立當時，地方的審查委員會常常為了讓好萊塢電影符合地方制度，而將電影修改得語無倫次，造成觀看人數的下降與負評。
1924年，威爾海斯提出“守則”（The Formila），這是一個給製片人的方針，以期望電影工業能自律。"守則"要求製片人將電影的概要給海斯審查，然而製片人並沒有這個義務，所以最後以失敗告終。
1927年，在威爾海斯的監督下創造了“不得出現與必須小心處理”（Don'ts and Be Carefuls）這份清單列出了電影在各個地區可能遇到的問題，協會還做了參考給製片人審查劇本，並提出建議。儘管威爾海斯的努力，多數製片人還是忽視這份清單。
1929年底，美國電影制片人和發行人協會（MPPDA）只收到好萊塢約20%的劇本。而遵循官方審查制度的電影持續增加。在1929年，50%以上的美國電影觀眾看的是有官方審查制度的電影。

### 海斯法典：1930–1934
1930年，MPPDA引進"海斯法典"（Production Code）。法典中界定可被道德接受的電影內容。由於"海斯法典"是被工作室負責人核可的，它比"不得出現與必須小心處理"更具約束力。這個守則採用了很多"不得出現與必須小心處理"的條文。除了其他規定，該守則禁止加入：劇情必要外的“激情場面”、"褻瀆"的字眼或行為、"性變態"、"通姦"、同情或支持犯罪行為、有"不雅"動作的舞蹈和白人奴隸。因為工作室負責人已經參與了法典，MPPDA的成員相對地更主動將劇本送交審查。然而1930年初的經濟大恐慌促使各個工作室為吸引更多觀眾群而違反法規。
1933和1934年，天主教與道德聯盟和一些新教、婦女團體聯合抵制他們所認為不道德的影片。為了避免損失，MPPDA創立了一個新部門，法典執行局（Production Code Administration，PCA），以約瑟夫·布林為首。這個部門是具有約束力的，所有在美國劇院放映的電影都必須要經過它的核可，違反規定將被處以$25,000的罰款。

### 二戰期間：1935–1945
這段期間，布林經常將電影退回好萊塢並要求修改，有時乾脆直接拒絕申請。同時，海斯則將片廠的焦點轉為推廣健康的電影，並繼續推廣美國電影在海外的事業。
在接下來的五年，工作室謹守規定。然而在1938年，歐戰可能爆發的緊張氛圍讓製片人開始擔心未來的收益，這造成投資金額下降與製片人開始拒絕法典執行局的要求。同年，回應歐洲電影戰爭化的趨勢，海斯呼籲不要讓電影成為宣傳工具。
1945年，海斯卸任，並在接下來的五年充當協會的顧問。

### 約翰斯頓：1945–1963
1945年，MPPAD雇用埃里克·約翰斯頓（"Eric Johnston"，曾任美國商會四次主席），接替海斯的職位。在他上任的第一年，約翰斯頓將美國電影制片人和發行人協會（MPPAD），更名為美國電影協會（MPAA）。
他創立了美國電影出口協會（MPEA）以對抗競爭者在海外的壟斷。
1947年，因為英國政府對美國電影課徵進口稅，美國電影出口協會（MPEA）投票決議停止電影出口到英國。1948年，約翰斯頓和英國政府談判，最後取消了進口稅，電影的出貨也恢復正常。
1956年，約翰斯頓監督了海斯法典的初次修訂，修訂版本放寬了一些禁令，包括："合理範圍內"的墮胎與使用麻醉藥物。同時，還增加了一些新條款，包括：禁止呈現褻瀆與安樂死。
約翰斯頓很受製片場歡迎，他在政治圈的關係讓他成為好萊塢與華盛頓之間重要的溝通管道。1963年，約翰斯頓在任期中因中風去世。之後的三年，美國電影協會在沒有主席的情形下繼續運作。

### 瓦倫蒂的時代：1966–2004
1966年，美國電影協會雇用總統林登·約翰遜的幕僚傑克·瓦倫蒂為協會的新主席。1968年，瓦倫蒂取消海斯法典，並以自願性電影分級制取代，這個制度以電影分級讓父母選擇適合小孩的影片。瓦倫蒂在他的自傳裡寫道，他試著讓製片人做他們想要的電影，而不是處處受《海斯法典》的限制。
1975年，瓦倫蒂成立協會的新部門，電影安全局（the Film Security Office）專門用以打擊盜版。
1980年代，瓦倫蒂在國會同意下在卡式錄放影機（VCR）內安裝防盜晶片。
1990年，等級制度中的色情電影的"X"等級被替換為"NC-17"。
2001年，瓦倫蒂創立了數位策略部（the Digital Strategy Department），用以管制數位電影的發行及盜版。

### 現代：2004–現在
做為協會資歷38年的主席，瓦倫蒂宣布他將於2004年卸任。
2004年9月，他將職位交棒給前美國農業局局長，丹格利克曼。在任內，格利克曼專注在稅務與防盜版。在他的遊說下，電影業獲得4億美元的聯邦稅收優惠，此外，他還支持由聯邦監管的反盜版工作。格利克曼在2010年辭去主席的職位。
2011年3月，協會聘請了美國前參議員多德為新主席，多德將重點放在打擊盜版、市場銷售和改善好萊塢的形象。2011年，他前往中國，鼓勵中國政府打擊盜版並開放電影市場。2012年，多德公開支持禁止網絡盜版法案（SOPA）和 保護知識產權法案（PIPA），兩個法案最後都被擱置下來。多德表示，對未支持法案的政治人物，好萊塢可能停止對他們的金援。
2014年12月24日，來自索尼電影娛樂公司的黑客揭露，MPAA與其他侵權網站的和解金可能比它所宣稱得要少。
2019年，互联网科技公司Netflix正式与美国电影协会和解并加入美国电影协会。

## 組織成員
美國電影協會的創始會員為當初好萊塢的“八大電影公司”，它們分別是：派拉蒙影片公司、二十世紀福斯公司、羅伊斯影片公司、環球電影公司、華納兄弟影片公司、哥倫比亞影片公司、聯美影片公司和雷電華影片公司。兩年之後，羅伊斯電影公司與大都會影片公司、塞缪戈温电影公司及路易斯·梅耶製作公司合併成了米高梅電影公司。
聯美電影公司在1956年因為分級爭議而短暫退出了美國電影協會，但是它們隨後很快便重新加入協會。1966年，聯藝電影公司加盟成為美國電影協會成員。隨後的十年裡，陸續有新成員加入到美國電影協會，這其中包括1975年的富高使館電影公司和1979年的華特迪士尼電影公司。次年，影路電影公司取代了富高使館電影公司成為電影協會成員，同時德勞倫斯娛樂公司和獵戶電影公司也加入到電影協會。
1995年，美國電影協會成員包括：華特迪士尼電影公司、派拉蒙電影公司、環球電影公司、華納兄弟電影公司、20世紀福斯電影公司、米高梅電影公司（同時包括於1981年被收購的聯美電影公司）和索尼電影娛樂公司（包括於1989年被收購的哥倫比亞電影公司和三星電影公司）。特納娛樂公司在1995年加入美國電影協會，但是隨後它就在1996年被時代華納集團（2018年改稱華納媒体，2022年與探索傳播合併成為華納兄弟探索）收購。
Netflix于2019年1月被正式批准加入MPAA，成为该组织的首个非电影公司。
2024年9月，MPA宣布亞馬遜米高梅工作室与Amazon Prime Video将从10月1日起成为MPA的第七个成员，这是继2019年Netflix之后第二个加入MPA的非电影公司；同时这也标志着米高梅重返MPA。
截止到2025年，美國電影協會成員名單共有七位，分别為：華特迪士尼影業集團（包含前成員二十世紀福斯電影公司，現在的二十世紀影業）、派拉蒙電影公司、索尼電影娛樂公司（包含前成員哥倫比亞電影公司和三星電影公司）、環球電影公司、華納兄弟電影公司、Netflix集团、亚马逊米高梅工作室与Amazon Prime Video。

## 分級制度
美國電影協會是美國電影分級制度的管理機構，它就電影的主題、內容以及對不同觀眾的適用性進行分級。該分級制度於1968年11月首度使用，到目前為止已經有了一些改進。這套評級制度是完全自願的，且不具備法律上的約束力。但是，影院業主們會主動採用美國電影協會給予每部電影的評級，同時也拒絕上映那些沒有獲得美國電影協會評級的電影。
2007年，電影《影片未分級》指控美國電影協會在評級過程中偏袒協會成員的電影，同時也指責整個評級制度缺乏透明度。作為回應，美國電影協會在網路上公開了評級的規則、政策、程序及上訴程序。

## 針對美國電影協會的指控
美國電影協會已多次被指控侵犯版權。
2007年，美國電影協會因使用Forest Blog的系統，卻未按照該系統作者的規定，保留連結到Forest Blog官方網頁的連結。美國電影協會隨後關閉了這個系統。
同樣在2007年，美國電影協會為大學發布了軟件工具包，以幫助辨識在校園內共享的文件。此軟件使用一部分的Ubuntu Linux，此軟件含有GNU通用公共授權條款，其中規定使用者必須提供原始碼給第三方。但是美國電影協會並沒有提供原始碼。美國電影協會在被警告後撤下了這個軟件。
2006年，美國電影協會承認非法複製《影片未分级》（一部探索美國電影協會本身及其分級系統歷史的紀錄片），這行為被Ars Technica描述為是虛偽的，也被羅傑·艾伯特戲稱“極富諷刺性”。美國電影協會隨後表示，電影的拷貝是合法的，儘管這違背了導演的要求，因為紀錄片中對分級委員會的探究可能觸犯董事會成員的隱私。

## 外部連結
- 美國電影協會官方網站 （页面存档备份，存于）（英文）
- 美國電影製片人和發行人協會數字存檔 （页面存档备份，存于）（英文）